# Antiprisma pentagonale
| Antiprisma pentagonale | Antiprisma pentagonale                        |
| ---------------------- | --------------------------------------------- |
|                        |                                               |
| Tipo                   | Poliedro prismatico convesso, retto, regolare |
| Elementi               | F = 12, E = 20 V = 10 (χ = 2)                 |
| Forma delle facce      | 10{3}+2{5}                                    |
| Simbolo di Schläfli    | s{2,10} sr{2,5}                               |
| Simbolo di Wythoff     | \| 2 2 5                                      |
| Diagramma di Coxeter   | Coxeter diagram for pentagonal antiprism      |
| Gruppo di simmetria    | D5d, [2+,10], (2*5), ordine 20                |
| Gruppo rotazionale     | D5, [5,2]+, (522), ordine 10                  |
| Duale                  | Trapezoedro pentagonale                       |
| Proprietà              | convesso                                      |
|                        |                                               |

In geometria, l'antiprisma pentagonale è il terzo elemento di un insieme infinito di antiprismi costituiti da due poligoni identici, giacenti su piani paralleli, connessi da una striscia di triangoli alternati, in numero pari.
Nella fattispecie, l'antiprisma pentagonale è costituito da due pentagoni regolari giacenti su piani paralleli, connessi da un nastro di 10 triangoli; in totale, esso ha 12 facce, quindi è un dodecaedro irregolare. L'antiprisma pentagonale è il poliedro duale del trapezoedro pentagonale
Nel caso in cui il segmento che congiunge i centri dei pentagoni di base sia perpendicolare al piano su cui giacciono i poligoni stessi, si parlerà di antiprisma pentagonale retto.

## Geometria
Nel caso in cui i triangoli che formano la banda laterale siano equilateri, avremo un antiprisma pentagonale retto uniforme, che è un poliedro semiregolare.
Tale figura può anche essere considerata come un icosaedro parabidiminuito, che si ottiene rimuovendo da un icosaedro regolare due piramidi pentagonali, in modo tale da lasciare due facce pentagonali regolari non adiacenti. Quando un icosaedro regolare venisse, invece, privato delle due piramidi in modo tale da lasciare due facce pentagonali adiacenti, esso lascerà un icosaedro metabidiminuito (uno dei solidi di Johnson). In entrambi i casi, aggiungendo nuovamente piramidi rette convesse pentagonali in posizione e dimensioni opportune, si ottiene nuovamente un icosaedro regolare.

### Relazione con altri politopi
L'antiprisma pentagonale si rinviene come elemento costitutivo di alcuni politopi di dimensioni superiori. Due anelli di 10 antiprismi pentagonali l'uno avvolgono l'ipersuperficie del grande antiprisma tetradimensionale; se tali antiprismi vengono estesi tramite piramidi a prisma pentagonale e collegati con anelli di 5 tetraedri ciascuno, si ottiene la 600-cella.